# Departamento de Santo Tomé
Departamento de Santo Tomé är en kommun i Argentina.   Den ligger i provinsen Corrientes, i den nordöstra delen av landet, 700 km norr om huvudstaden Buenos Aires. Antalet invånare är 54 050. Arean är 7,4 kvadratkilometer.
Terrängen i Departamento de Santo Tomé är mycket platt.
I omgivningarna runt Departamento de Santo Tomé växer i huvudsak städsegrön lövskog. Runt Departamento de Santo Tomé är det glesbefolkat, med 8 invånare per kvadratkilometer.